# Goliathopsis lameyi
Goliathopsis lameyi är en skalbaggsart som beskrevs av Leon Fairmaire 1893. Goliathopsis lameyi ingår i släktet Goliathopsis och familjen Cetoniidae. Inga underarter finns listade i Catalogue of Life.